# Ruslan i Ljudmila
Ruslan i Ljudmila (Руслан и Людмила) è un film muto del 1914 diretto da Władysław Starewicz.